# Вокха (округ)
Вокха (англ. Wokha) — округ в индийском штате Нагаленд. Образован в 1973 году из части территории округа Мококчунг. Административный центр — город Вокха. Площадь округа — 1628 км². По данным всеиндийской переписи 2001 года население округа составляло 161 098 человек. Уровень грамотности взрослого населения составлял 80,5 %, что значительно выше среднеиндийского уровня (59,5 %). Доля городского населения составляла 23,3 %.